# Kaputy
Kaputy is een plaats in het Poolse district  Warszawski zachodni, woiwodschap Mazovië. De plaats maakt deel uit van de gemeente Ożarów Mazowiecki en telt 150 inwoners.